# زاخاریفکا
زاخاریفکا (به لاتین: Zakharyevka) یک منطقهٔ مسکونی در روسیه است که در استان آمور واقع شده‌است.